# Coupe du Salon
 (novembre 2014).
La Coupe du Salon (souvent orthographiée « Les Coupes du Salon ») est une compétition de sports mécaniques qui s'est déroulée de 1947 à 1971 à l'autodrome de Linas-Montlhéry, proche de Paris, parallèlement au salon de l'automobile de Paris et au salon de la motocyclette. Ses maîtres d’œuvre en ont été Robert Huguet, président de l'Union sportive automobile (USA), qui proposait des compétitions de voitures monoplaces, de sport, de grand tourisme ou de tourisme, et Eugène Mauve (puis Maurice Vimont), président de l'Amicale motocyclecariste de France (AMCF), qui proposait conjointement de 1947 à 1969 des compétitions de motocyclettes et de side-cars.
De 1970 à 1976, les compétitions motocyclistes furent organisées séparément lors des Journées motocyclistes du Salon.

## Historique

### L'ère des voitures Grand Prix
Une première course référencée comme « Coupe du Salon » apparaît le 17 octobre 1926 à l'autodrome de Linas-Montlhéry, réservée aux 1 500 cm3 de cylindrée : elle se déroule sur 200 km et voit la victoire d'Albert Divo sur Talbot.
Une deuxième course référencée sous le nom de « Grand Prix du Salon » apparaît en 1946 au bois de Boulogne et voit la victoire de Raymond Sommer sur Maserati.
Les éditions de 1947 et 1948, à l'autodrome de Linas-Montlhéry, prennent le nom de « Coupe du Salon » et voient la victoire en catégorie Grand Prix de deux Talbot conduites par Yves Giraud-Cabantous et Louis Rosier.
En 1949, l’épreuve revient à la dénomination de « Grand Prix du Salon » et est à nouveau remportée en catégorie Grand Prix par Raymond Sommer sur Talbot ; les Simca-Gordini remportent deux catégories, de 1 100 cm3 à 2 L avec Maurice Trintignant et de moins de 1 100 cm3 avec Aldo Gordini.
En 1950, la Coupe du Salon est précédée le matin par des courses motocyclistes organisées par l'Amicale motocyclercariste de France (AMCF). Louis Rosier remporte une deuxième fois la victoire en catégorie Grand Prix sur Talbot, Guy Mairesse en catégorie Sports sur Talbot également.

### L'ère des voitures de sport
- 1951 : Guy Mairesse l'emporte avec sa Talbot 4,5 litres en catégorie Sports, Jacques Péron avec sa Ferrari en Grand Tourisme et Auguste Veuillet sur Porsche en Tourisme.
- 1952 : Robert Manzon (Gordini T15S) l’emporte devant Jean Blanc (Talbot T26 GS). En Production, John Simone (Jaguar type C) est victorieux.
- 1953 : Roger Loyer (Gordini T15S) l'emporte.
- 1954 : Jean Behra (Gordini T24S) l'emporte devant Masten Gregory (Ferrari 375 MM). En GT, Roy Clarkson (Morgan) est victorieux.
- La XIIe édition de la Coupe du Salon se déroule le 7 octobre 1956. Le pilote espagnol Francisco Godia Sales sur Maserati remporte la catégorie Sports, Roger Loyer (Alfa Romeo Giulietta), Christian Goethals (Porsche) et David Piper (Lotus) sont vainqueurs dans les trois classes de la catégorie Grand Tourisme. Deux drames endeuillent la journée, la mort du Suisse Benoît Musy dont la Maserati 200S (it) tombe de l’anneau de vitesse, et les graves blessures de Louis Rosier après plusieurs tonneaux au premier tour : il décèdera le 29 octobre.
- 1957 : Francisco Godia Sales (Maserati) l'emporte devant Fernand Tavano (Ferrari 500 TRC). En GT, Olivier Gendebien (Ferrari 250 GT) est victorieux en plus de 1 300 cm3 et Jean-Pierre Schild (Alfa Romeo Giulietta SV) en moins.

En 1962, soit cinq saisons plus tard, après avoir remporté les Coupes de Vitesse fin avril, l'Helvète Edgar Berney gagne aussi celles du Salon durant la première quinzaine d'octobre, toujours avec sa 250 GT personnelle.

### L'ère des Formule 2
En 1958, outre les courses motocyclistes du matin, trois épreuves automobiles sont organisées. Lucien Bianchi gagne en Grand Tourisme sur Ferrari 250. Jim Russel gagne en Formule 2 sur sa Cooper. Antonio Barros gagne en Formule Junior (moins de 1 100 cm3) sur Fiat Stanguelini devant Alain Dagan sur DB.
En 1959, l'Américain Harry Schell est vainqueur en Formule 2 sur Cooper.
En 1960, Cooper récidive avec Jack Lewis.

### L'ère des Formule Junior
La XVIIe Coupe du Salon se déroule le 8 octobre 1961, sur le circuit « court » de 3,341 km. John Love et Tony Maggs se partagent la première place en monoplace Formule Junior sur Cooper-Austin d'usine. Henri Oreiller remporte la catégorie Grand Tourisme sur Ferrari, Richard Dassonville la catégorie Tourisme, sur Alfa Romeo.
La XIXe Coupe du Salon se déroule le 6 octobre 1963. Le Français Jo Schlesser remporte tour à tour la catégorie Grand Tourisme sur Aston Martin et celle des monoplaces Formule Junior sur Brabham-Ford, José Rosinski la catégorie Tourisme sur Alfa Romeo.

### L'ère des Formule 3
La XXe Coupe du Salon se déroule le 4 octobre 1964. L'Écossais Jackie Stewart triomphe en catégorie Tourisme sur Lotus Cortina, le Français Éric Offenstadt en Formule 3 sur Cooper-Ford.
La XXVe Coupe du Salon se déroule le 10 octobre 1971 et présente pas moins de neuf courses en Tourisme, Grand Tourisme, et en monoplaces s'étageant de formules à moteur Citroën à la Formule 3 en passant par les formules à moteurs Volkswagen et Renault : les pilotes français Patrick Depailler et Jean-Pierre Jabouille font leurs premières armes sur Alpine-Renault.